# Samsung Galaxy S5
De Samsung Galaxy S5 is een Android-smartphone gefabriceerd door Samsung Electronics. Het toestel werd onthuld op 24 februari 2014 op het Mobile World Congress in Barcelona, Spanje, het toestel was verkrijgbaar vanaf 11 april 2014 in 150 landen als de opvolger van de Galaxy S4. Net als met de S4 is de S5 een evolutie op het model van het jaar daarvoor, waar ze vooral de nadruk leggen op de stevige bouw van het toestel, maar ook de geribbelde achterkant en de IP67 certificering, wat inhoudt dat dit toestel tegen zowel water als stof dicht is, zodat het een betere gebruikerservaring levert. Ook zitten er in dit toestel nieuwe beveiligingsmogelijkheden verwerkt zoals de vingerafdrukscanner en een Privé Mode, naast deze beveiligingssoftware zitten er ook nog uitgebreide gezondheidsfuncties (zoals de ingebouwde hartslagsensor) net als bij alle nieuwe generaties is de camera ook op de schop genomen.
De Galaxy S5 ontving veel positieve reviews; dit kwam mede door het verbeterde design, display, software en camera, desalniettemin werd de Galaxy S5 bekritiseerd voor de vingerafdrukscanner en hardware verbeteringen ten opzichte van zijn voorganger.

## Release
De Galaxy S5 werd onthuld op 24 februari 2014 als deel van de presentatie van Samsung op het Mobile World Congress in Barcelona, Spanje. De baas van Samsung Electronics JK Shin legde uit dat de consument geen telefoon wilde die gebaseerd was op "eye-popping" of "complexe" technologie, maar dat de consument een telefoon wilde die een mooi design had en goede prestatie, een makkelijke toch krachtige camera, een telefoon met sneller en naadloze verbindingen, ook met fitness georiënteerde functies.
Samsung maakte bekend dat de S5 op 11 april verkrijgbaar zou zijn in 150 landen - inclusief het Verenigd Koninkrijk en de Verenigde Staten. Op 18 juni onthulde Samsung een LTE-Advanced versie van de S5, exclusief verkrijgbaar in Zuid-Korea. Niet zoals de andere toestellen kreeg de LTE-A versie ook een scherm upgrade naar Ultra HD, 1440p.
Kort nadat de S5 uitgebracht was, werd ontdekt dat sommige Galaxy S5 apparaten - vooral de toestellen van Verizon Wireless, last hadden van een bug die ervoor zorgde dat de hardware van de camera van het toestel ermee op zou houden, zodat je de camera helemaal niet meer kon gebruiken. Zowel Samsung en Verizon bevestigen de fout. Mensen die last hadden gehad van deze bug konden contact opnemen met het bedrijf of de provider om een nieuw toestel te krijgen
In juni 2014 heeft Samsung ook een dual sim versie uitgebracht van de Galaxy S5, genaamd de Galaxy S5 Duos, met modelnummer SM-G900FD. Deze verving de Galaxy S Duos 2. De Duos heeft LTE specificaties van de Galaxy S5

## Specificaties

### Hardware en design

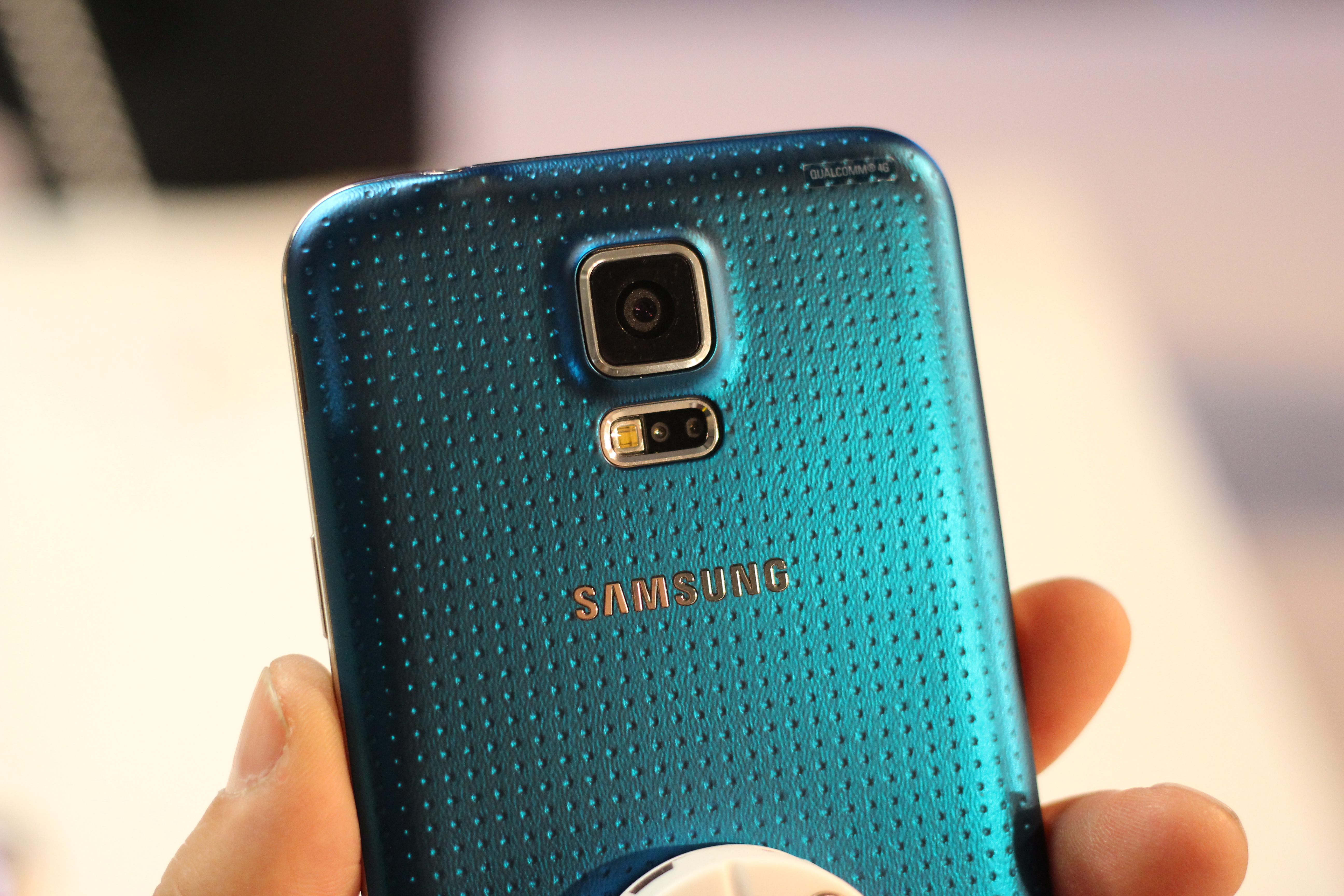
De achterkant van een "Electric Blue" Galaxy S5, dit laat de textuur van de achterkant zien, de camera en de hartslagsensor.

Het design van de S5 evolueert ten opzichte van de S4. Het bevat een geronde, polycarbonaat behuizing die een modern glam look geeft, faux metaal afwerking en een afneembare achterkant. In tegenstelling tot de vorige modellen heeft de achterkant van de S5 een hogere kwaliteit zacht plastic en heeft het een golfbal patroon om meer grip te hebben. De S5 heeft de IP67-certificering voor stof en waterdichtheid, hoewel de waterdichtheid maar 30 minuten tot een meter onder water werkt. Door deze certificering is de Micro-USB 3.0-poort verwijderbaar. De S5 wordt verkocht in de kleuren Charcoal Black, Electric Blue, Copper Gold en Shimmery White. De schermdiameter van de S5 is 13 cm (5,1 inch) met 1080P Super AMOLED, wat net iets groter is dan het scherm van de S4.
Onder het scherm zijn drie knoppen. De fysieke thuisknop in het midden bevat een op vegen gebaseerde vingerafdrukscanner. De "Recent apps" en "Back"-knoppen zijn capacitief. In overeenstemming met de Android 4.0 interface richtlijnen gebruikt de S5 niet langer een "Menu" knop zoals zijn voorgangers.
De S5 heeft een 16 megapixel camera aan de achterkant van het toestel, die het mogelijk maakt om in 4K te filmen (Ultra HD), supersnelle autofocus (het focussen gebeurt in ongeveer 0,3 seconden), Live HDR foto's en video's en een fotosensor met Samsung's eigen "Isocell" technologie, wat elke individuele pixel isoleert in de sensor om het licht beter op te vangen. Naast de flitser van de camera zit de hartslagsensor, die gebruikt kan worden in samenwerking met de meegeleverde S-Health software. Op de bovenkant van het toestel zit een Infrarood sensor en een gat voor de koptelefoon.
De S5 wordt aangestuurd door een 2,5 GHz quad-core Snapdragon 801-chipset met 2 GB RAM. Hoewel het niet werd genoemd in de presentatie, werd een variant (SM-G900H) met een octa-core Exynos 5422 chipset uitgebracht in verschillende landen. Net zoals het vorige model gebruikt het 2 clusters met 2 kernen; vier Cortex-A7 kernen die geklokt zijn op 1,9 GHz en vier Cortex-A15 kernen die geklokt zijn op 1,3 GHz. Afhankelijk van het gebruik kan de chipset de energie-efficiënte A7-kernen gebruiken voor de lichte rekentaken en naar de A15 kernen voor de zwaardere rekentaken. In tegenstelling tot andere chipsets kan de Exynos 5422 beide sets met kernen tegelijk iets laten doen.
De S5 heeft een 2800mAh-batterij; de software bevat ook een "Extreme Spaarstand" mode om de batterijduur nog langer te maken. Wanneer deze mode aanstaat worden alle niet-essentiële processen beëindigd en het scherm wisselt dan van kleur naar zwart-wit. Samsung beweert dat je met de Extreme Spaarstand op een S5 met nog 10% nog ruim een dag kan doen op stand-by.

### Software
De S5 wordt geleverd met Android 4.4.2 "KitKat" en Samsungs eigen TouchWiz-software. In tegenstelling tot de S4 heeft de S5 een meer uitgesproken interface gekregen met een platter en geometrisch aanzicht. Sommige aspecten van de veranderingen waren beïnvloed door de recentelijke patent deal met Google, dat vereist dat Samsung's TouchWiz interface het design moet hebben dat dichter bij standaard Android zit. De S5 heeft ook de "My Magazine" functie meegekregen van de Galaxy Note 3 die helemaal op de linkste pagina. het Instellingen menu is geüpdatet met een rooster-achtig lay-out, ook was er een "Kinder Mode" toegevoegd, terwijl de S Health app uitgebreid is met functies voor de hartslagsensor, ook heeft S Health nieuwe functies die samenwerken met de Gear 2 smartwatch en de Gear Fit.Bij deze telefoon is ook de functie "Download Booster" geïntroduceerd, wat het mogelijk maakt om gegevens te verdelen over LTE en Wi-Fi om de downloadsnelheden omhoog te halen. Download Booster is niet beschikbaar op veel S5 modellen die uitgekomen zijn in de Verenigde Staten, behalve T-Mobile US en U.S. Cellular.
De S5 bevat een aantal nieuwe beveiligingsfuncties. De vingerafdrukscanner kan gebruikt worden om de telefoon te ontgrendelen, terwijl een SDK voor ontwikkelaar het mogelijk maakt voor derden om de vingerafdrukscanner te gebruiken in hun apps, bijvoorbeeld; PayPal heeft geïntegreerde ondersteuning om te betalen via je smartphone door middel van je vingerafdruk. Op de S5 is ook een "Privé Mode" toegevoegd, die het mogelijk maakt dat gebruikers apps en bestanden kunnen laten verdwijnen, zodat ze daarna niet benaderd kunnen worden zonder authenticatie. De camera-app is geüpdatet met een nieuw "Shot & More" menu dat het mogelijk maakt voor de gebruikers dat ze de foto kunnen bewerken nadat ze zijn gemaakt, ook voegt het een nieuwe selectieve focus mode toe.
Een update naar Android 5.0 "Lollipop" is nu begonnen voor de Europese toestellen. De update bevat prestatieverbeteringen, een geüpdatet recente apps overzicht dat een kaart-achtig lay-out hanteert, ook bevat de update de mogelijkheid om je notificaties vanaf je lockscreen te benaderen en er zijn aanpassingen geweest aan het TouchWiz interface wat past bij de Material Design regels van Google

### S5 Sport en S5 Active
Er waren 2 stevigere varianten van de S5 uitgebracht in de Verenigde Staten, de S5 Active (exclusief bij AT&T) en de S5 Sport(exclusief bij Sprint); beide modellen hebben een stevigere bouw, ze hebben een echte hardware knoppen in tegenstelling tot de capacitieve knoppen op de gewone S5, beide toestellen hebben geen vingerafdrukscanner, maar zijn voor de rest vrijwel hetzelfde als de normale Galaxy S5. Beide apparaten hebben ook de exclusieve app "Activity Zone", wat een barometer, kompas en stopwatch bevat. De S5 Active heeft een "Active Key" knop die als je die een lange tijd indrukt een bepaalde app lanceert.De S5 Sport van Sprint heeft een softwarepakket dat vooraf geïnstalleerde Sprint Fit Live-software heeft, die dient als een gezondheidsapp en kan functioneren met S Health. Naast die Fit Live-software is er ook MapMyFitness MVP en Spotify. Deze telefoon wordt geleverd met een abonnement op beide diensten. Beide modellen bestaan in verschillende kleuren. De S5 Sport (158g) is net iets lichter dan de S5 Active (171 g).

### Verkoop
De S5 werd in 25 dagen 10 miljoen keer verkocht, wat het de snelst verkopende telefoon in Samsung geschiedenis maakt. Samsung verkocht 11 miljoen S5's gedurende de eerste maand.
Ondanks de hoge verkoop van de S5, maakte Samsung in juli 2014 bekend dat ze de laagste winst in twee jaar hadden gehaald, dit kwam doordat het marktaandeel van Samsung gedaald was van 32,3% naar 25,2%. Het verloren marktaandeel kwam vooral door de groei van concurrenten, vooral in de low-end smartphone markten, een verzadigde high-end smartphone markt.